# Força de Lorentz

Efecte de la força de Lorentz (no representada en el dibuix) en la trajectòria d'una partícula mòbil carregada a l'interior d'un camp magnètic B

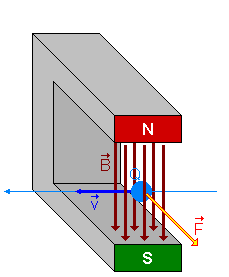
Força sobre una partícula carregada.

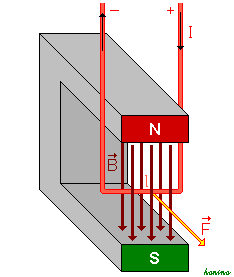
Força sobre un corrent.

En física, la força de Lorentz és la força exercida sobre una partícula carregada que es mou en un camp electromagnètic. Rep el seu nom en honor del físic neerlandès Hendrik Lorentz.
Els historiadors suggereixen que la llei està implícita en un article de James Clerk Maxwell, publicat l'any 1865. Hendrik Lorentz va arribat a una derivació completa l'any 1895, identificar la contribució de la força elèctrica uns anys després que Oliver Heaviside identifiqués correctament la contribució de la força magnètica.

## Definició
Donada una càrrega elèctrica puntual {\displaystyle q} en moviment amb velocitat {\displaystyle \mathbf {v} } per una regió caracteritzada per la presència d'un camp magnètic {\displaystyle \mathbf {B} }, la partícula carregada experimentarà una força qE deguda al camp elèctric i una força qv × B deguda al camp magnètic segons la següent equació:
{\displaystyle \mathbf {F} =q(\mathbf {E} +\mathbf {v} \times \mathbf {B} ),}
on:
F és la força (en newtons)
E és el camp elèctric (en volts per metre)
B és el camp magnètic (en webers per metre quadrat, o en tesles)
q és la càrrega elèctrica de la partícula (en coulombs)
v és la velocitat instantània de la partícula (en metres per segon)
i {\displaystyle \times } és el producte vectorial.
En conseqüència, una partícula carregada positivament serà accelerada en la mateixa orientació lineal que el camp E, però es corbarà perpendicularment al camp B d'acord amb la regla de la mà dreta.
Variacions d'aquest fórmula descriuen la força magnètica en un cable amb corrent (sovint anomenat força de Laplace), la força electromotriu d'una espira que es mou a través d'un camp magnètic (un aspecte de la llei de la inducció magnètica de Faraday), i la força en una partícula carregada en moviment.

## Força exercida per un conductor per on hi passa corrent
Quan un cable elèctric que porta un corrent elèctric es col·loca en un camp magnètic, cada una de les càrregues que s'estan movent —i que formen el corrent elèctric— experimenten la força de Lorentz, i junts poden crear una força macroscòpica en el cable (sovint anomenada força de Laplace). Combinant l'anterior llei de la força de Lorentz i la definició del corrent elèctric, en el cas d'un cable recte, estacionari:
{\displaystyle \mathbf {F} =I{\boldsymbol {\ell }}\times \mathbf {B} \,\!}
on ℓ és el vector que indica la longitud del cable, i que la seva direcció és al llarg del cable, alineada amb la direcció convencional del flux de la I.
Si el cable no és recte però és corbat, la força que exerceix pot ser calculada utilitzant l'anterior formula a cada segment infinitesimal del cable dℓ, i després sumant totes aquestes forces per integració. La força neta en un cable rígid, estacionari, que transporta un corrent constant I és
{\displaystyle \mathbf {F} =I\int \mathrm {d} {\boldsymbol {\ell }}\times \mathbf {B} }

## La Força de Lorentz a la Relativitat Especial
Quan la velocitat d'una partícula s'aproxima a la velocitat de la llum, l'equació de la força de Lorentz s'ha de modificar d'acord amb la relativitat especial:
{\displaystyle {d\left(\gamma m\mathbf {v} \right) \over dt}=\mathbf {F} =q(\mathbf {E} +\mathbf {v} \times \mathbf {B} ),}
on
{\displaystyle \gamma \ {\stackrel {\mathrm {def} }{=}}\ {\frac {1}{\sqrt {1-{\frac {|\mathbf {v} |^{2}}{c^{2}}}}}}}
s'anomena factor de Lorentz i {\displaystyle c} és la velocitat de la llum al buit.
Aquesta expressió difereix de l'obtinguda de la força de Lorentz com un factor de {\displaystyle \gamma }.
El canvi d'energia degut als camps és
{\displaystyle {d\left(\gamma mc^{2}\right) \over dt}=q\mathbf {E} \cdot \mathbf {v} .}

## Forma covariant de la força de Lorentz
L'equació de la força de Lorentz es pot escriure en forma covariant, en termes de tensor
d'intensitat de camp.
{\displaystyle {\frac {dp^{\alpha }}{d\tau }}=qu_{\beta }F^{\alpha \beta }}
on
{\displaystyle \tau } és c vegades el temps propi de la partícula,
q és la càrrega elèctrica,
u és la quadrivelocitat de la partícula, definida com:
{\displaystyle u_{\beta }=\left(u_{0},u_{1},u_{2},u_{3}\right)=\gamma \left(c,v_{x},v_{y},v_{z}\right)\,} i
F és el tensor d'intensitat de camp o tensor electromagnètic i en termes dels camps s'escriu com:
{\displaystyle F^{\alpha \beta }={\begin{bmatrix}0&-E_{x}/c&-E_{y}/c&-E_{z}/c\\E_{x}/c&0&-B_{z}&B_{y}\\E_{y}/c&B_{z}&0&-B_{x}\\E_{z}/c&-B_{y}&B_{x}&0\end{bmatrix}}}.
Els camps es transformen en un quadre que es mou a velocitat relativa constant segons:
{\displaystyle {\acute {F}}^{\mu \nu }={\Lambda ^{\mu }}_{\alpha }{\Lambda ^{\nu }}_{\beta }F^{\alpha \beta },}
on {\displaystyle {\Lambda ^{\mu }}_{\alpha }} és la transformació de Lorentz.

### Derivació
El component {\displaystyle \mu =1} de la força és
{\displaystyle \gamma {\frac {dp^{1}}{dt}}={\frac {dp^{1}}{d\tau }}=qu_{\beta }F^{1\beta }=q\left(-u^{0}F^{10}+u^{1}F^{11}+u^{2}F^{12}+u^{3}F^{13}\right).\,}
Aquí, {\displaystyle \tau } és el temps propi de la partícula. Substituint els components del tensor electromagnètic F dona
{\displaystyle \gamma {\frac {dp^{1}}{dt}}=q\left(-u^{0}\left({\frac {-E_{x}}{c}}\right)+u^{2}(B_{z})+u^{3}(-B_{y})\right)\,}
Escrivint la quadrivelocitat en termes de velocitat ordinària dona
{\displaystyle \gamma {\frac {dp^{1}}{dt}}=q\gamma \left(c\left({\frac {E_{x}}{c}}\right)+v_{y}B_{z}-v_{z}B_{y}\right)\,}
{\displaystyle \gamma {\frac {dp^{1}}{dt}}=q\gamma \left(E_{x}+\left(\mathbf {v} \times \mathbf {B} \right)_{x}\right).\,}
El càlcul de {\displaystyle \mu =2} o {\displaystyle \mu =3} és similar donant
{\displaystyle \gamma {\frac {d\mathbf {p} }{dt}}={\frac {d\mathbf {p} }{d\tau }}=q\gamma \left(\mathbf {E} +(\mathbf {v} \times \mathbf {B} )\right)\,},
que és la llei de la força de Lorentz.

## Història

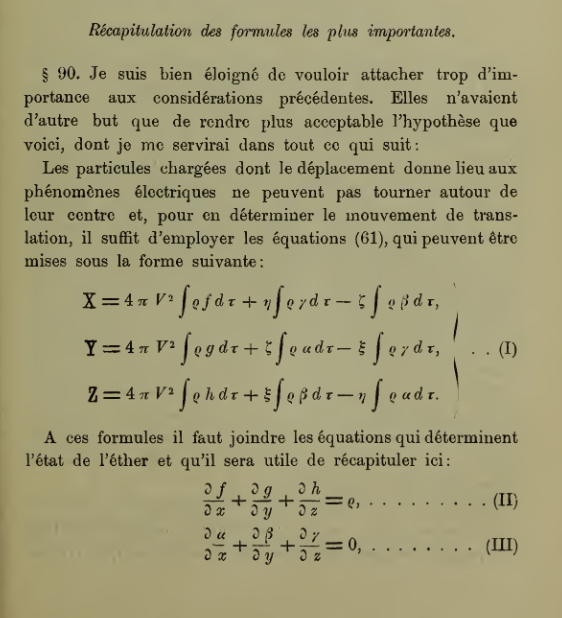
La teoria de Lorentz dels electrons. Les fórmulas de la força de Lorentz (I, força ponderomotriu) i les equacions de Maxwell per la divergència del camp elèctric E (II) i el camp magnètic B (III), La théorie electromagnétique de Maxwell et son application aux corps mouvants, 1892, p. 451. V és la velocitat de la llum.

Els primers intents de descriure quantitativament la força electromagnètica van ser duts a terme a mitjans del segle xviii. Es va proposar que la força en pols magnètics, per Johann Tobias Mayer i altres l'any 1760, i d'objectes carregats elèctricament, per Henry Cavendish l'any 1762, obeïa una llei de l'invers del quadrat. Tanmateix, en tots dos casos l'experiència no era ni completa ni concloent. No va ser fins a l'any 1784 que Charles-Augustin de Coulomb, utilitzant una balança de torsió, va poder mostrar definitivament que això era veritat de forma experimental. Poc després del descobriment l'any 1820 per part de Hans Christian Ørsted que una agulla magnètica rep l'acció d'una corrent voltaica, André-Marie Ampère aquell mateix any va poder idear a partir de l'experimentació la fórmula de la dependència angular de la for+an entre dos elements amb corrent. En totes aquestes descripcions, la força era sempre descrita en termes de les propietats de la matèria implicades i les distàncies entre dues masses o càrregues, i no en termes dels camps elèctrics i magnètics.
El concepte modern de camp elèctric i magnètic va aparèixer per primer cop en les teories de Michael Faraday, particularment en la seva idea de línies de força, i va rebre una descripció matemàtica més completa posteriorment de la mà de Lord Kelvin i James Clerk Maxwell. Des d'una perspectiva moderna es pot identificar en la formulació de Maxwell de 1865 de les seves equacions de camp una forma de l'equació de la força de Lorentz en relació amb el corrent elèctric, tot i que en l'època de Maxwell no estava clar com les podien estar relacionades les seves equacions amb les forces dels objectes carregats en moviment. J. J. Thomson va ser el primer que va intentar derivar les forces electromagnètiques en objectes carregats en moviment en termes de les propietats de l'objecta i dels camps externs sa partir de les equacions de camp de Maxwell. Interessat en determinar el comportament electromagnètic de les partícules carregades en els raigs catòdics, Thomson va publicar un article l'any 1881 en què donava la força en una partícula deguda a un camp magnètic extern com
{\displaystyle \mathbf {F} ={\frac {q}{2}}\mathbf {v} \times \mathbf {B} .}
Thomson va derivar correctament la forma bàsica de la fórmula, però, degut a alguns errors i a una descripció incompleta del corrent de desplaçament, va incloure un factor d'escala d'un mig davant de la fórmula. Oliver Heaviside va inventar la notació vectorial moderna i la va aplicar a les equacions de camp de Maxwell; també (al 1885 i al 1889) va arreglar els errors en la derivació de Thomson i va derivar la forma correcta de la força magnètica en un objecte carregat en moviment. Finalment, l'any 1895, Hendrik Lorentz va derivar la forma moderna de la fórmula de la força electromagnètica que inclou les contribucions a la força total tant del camp elèctric com del magnètic. Lorentz va començar abandonant les descripcions maxwellianes de l'èter i de la conducció. En canvi, Lorentz va fer una distinció entre la matèria i l'èter lumínic i va intentar aplicar les equacions de Maxwell en una escala microscòpica. Utilitzant la versió de Heaviside de les equacions de Maxwell per a l'èter estacionari i aplicant la formulació lagrangiana, Lorentz va arribar a la forma correcta i completa de la llei de força que ara duu el seu nom.

## Aplicacions
La força de Lorentz és un principi que s'aprofita en molts dispositius com ara:
- Ciclotró i d'altres accelerador de partícules de tipus circular.
- Generador homopolar
- Magnetró
- Propulsor magnetoplasmadinàmic
- Espectròmetre de masses

La força de Lorentz també pot actuar sobre un conductor que transporta un corrent elèctric, en aquest cas s'anomena força de Laplace (vegeu la Llei de Biot-Savart), per efecte de la interacció entre la conducció d'electrons amb els àtoms del material conductor. Aquesta força s'utilitza en dispositius com:
- Railgun o canó elèctric.
- Generador elèctric
- Motor elèctric